# Єль (Мічиган)
Єль (англ. Yale) — місто (англ. city) в США, у окрузі Сент-Клер штату Мічиган. Населення — 1903 особи (2020).

## Географія
Єль розташований за координатами 43°7′42″ пн. ш. 82°47′51″ зх. д. / 43.12833° пн. ш. 82.79750° зх. д. (43.128250, -82.797564).  За даними Бюро перепису населення США в 2010 році місто мало площу 3,61 км², з яких 3,58 км² — суходіл та 0,02 км² — водойми.

## Демографія
Згідно з переписом 2010 року, у місті мешкало 1955 осіб у 722 домогосподарствах у складі 459 родин. Густота населення становила 542 особи/км².  Було 859 помешкань (238/км²).
Расовий склад населення:
| - 96,8 % — білих - 0,6 % — чорних або афроамериканців - 0,1 % — корінних американців - 0,1 % — азіатів |

До двох чи більше рас належало 1,6 %. Частка іспаномовних становила 1,3 % від усіх жителів.
За віковим діапазоном населення розподілялося таким чином: 27,0 % — особи молодші 18 років, 55,7 % — особи у віці 18—64 років, 17,3 % — особи у віці 65 років та старші. Медіана віку мешканця становила 38,2 року. На 100 осіб жіночої статі у місті припадало 83,7 чоловіків;  на 100 жінок у віці від 18 років та старших — 80,9 чоловіків також старших 18 років.
Середній дохід на одне домашнє господарство  становив 44 644 долари США (медіана — 33 816), а середній дохід на одну сім'ю — 55 428 доларів (медіана — 52 308). Медіана доходів становила 46 458 доларів для чоловіків та 28 472 долари для жінок. За межею бідності перебувало 19,3 % осіб, у тому числі 21,1 % дітей у віці до 18 років та 8,4 % осіб у віці 65 років та старших.
Цивільне працевлаштоване населення становило 784 особи. Основні галузі зайнятості: виробництво — 25,5 %, освіта, охорона здоров'я та соціальна допомога — 25,3 %, роздрібна торгівля — 13,1 %, будівництво — 9,9 %.